# Metropolia Pointe-Noire
Metropolia Pointe-Noire – jedna z trzech metropolia kościoła rzymskokatolickiego w Kongo. Została ustanowiona 30 maja 2020. 

## Diecezje
- Archidiecezja Pointe-Noire
  - Diecezja Dolisie
  - Diecezja Nkayi

## Metropolici
- Miguel Angel Olaverri Arroniz (od 2020)